# Бёртон, Фредерик Уильям
Фредерик Уильям Бёртон (англ. Frederic William Burton; 8 апреля 1816, Уиклоу — 16 марта 1900, Лондон) — ирландский художник-прерафаэлит, третий директор Национальной галереи Лондона.

## Биография
Родился в графстве Уиклоу 8 апреля 1816 года. Он был третьим сыном Сэмюэла Фредерика Бёртон и его жены Ханны Малетт. В 6-летнем возрасте переехал с родителями в графство Клэр, на западное побережье Ирландии. Наследственное поместье Бёртонов Клифден-хаус в Корофине было построено в середине XVIII века. Дедушкой будущего художника были майор Эдвард Уильям Бёртон, главный шериф графства Клэр в 1799 году, а его жена Джейн Блуд происходила из соседнего Рокстоуна.

### Творческая карьера

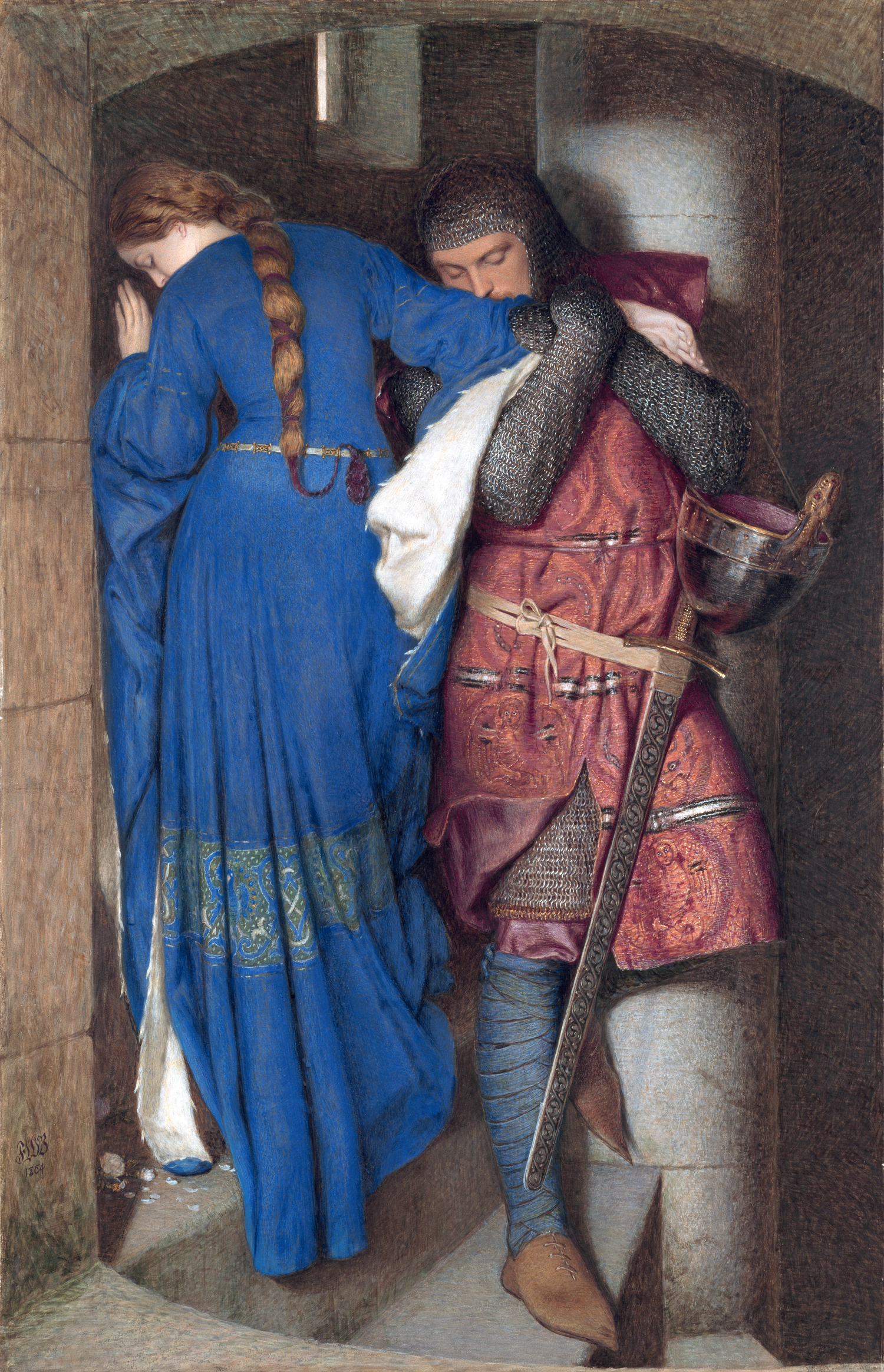
«Хеллелиль и Гильдебрант. Встреча на лестнице башни» (1864)

Бёртон получил образование в Дублине и в возрасте 21 года избран ассистентом Королевской академии Хиберниан, а спустя 2 года — академиком. В 1842 году он начал выставляться в Королевской академии. Поездки в Германию и Баварию в 1842 году положили начало его путешествиям по Европе для изучения произведений старых мастеров. С 1851 года он 7 лет проработал маляром при дворе Максимилиана II Баварского.
Бёртон работал с археологом Джорджем Петри и вошёл в совет Ирландской королевской академии и археологического общества Ирландии. В 1856 году Бёртона избрали членом в Королевское общество живописцев в жанре акварели. Он ушёл в отставку в 1870 году, а в 1886 году получил почётное членство. В 1884 году Бёртону присвоено рыцарское звание и присуждена степень доктора права в 1889 году. В молодости он испытывал симпатию к партии «Молодая Ирландия». Бёртон скончался в Кенсингтоне, Западный Лондон и похоронен на кладбище Маунт Джером в Дублине.
Бёртон наиболее известен благодаря своим акварельным работам: «Утонувший ребёнок рыбака Арана» (1841) и «Встреча на лестнице башни» (1864; также известна как «Хеллелиль и Гильдебрант») из Национальной галереи Ирландии. Картина «Встреча на лестнице башни» признана в 2012 году ирландцами любимой картиной, выбранной из 10 представленных критиками работ других авторов.

### Руководство Национальной галереей
В 1874 году Бёртон получил назначение на пост директора Национальной галереи Лондона, сменив сэра Уильяма Боксолла. В июне 1874 года он получил специальный грант на приобретение художественной коллекции Александра Баркера, которая включала картины «Пьеро делла Франческа» и «Венера и Марс» Боттичелли. В 1876 году галерея пополнилась 94 картинами преимущественно голландских художников, а также работами Поллайоло, Дирка Бутса и Каналетто. В этом же году осуществлена пристройка к галерее Барри.
За 20 лет своего руководства Бёртон нёс ответственность за многие важные покупки, среди которых «Мадонна в скалах» Леонардо да Винчи, «Мадонна Ансидеи» Рафаэля Санти, «Конный портрет Карла I» Антониса Ван Дейка, «Послы» Ганса Гольбейна-младшего и «Дон Адриан Пулидо Пареха» Диего Веласкеса (впоследствии приписана помощнику Веласкеса — Хуану Баутиста Мартинесу дель Масо). Он также добавил к этой серии ранние итальянские картины. Число приобретённых работ за время его пребывания на посту составляет более 500.

## Галерея работ

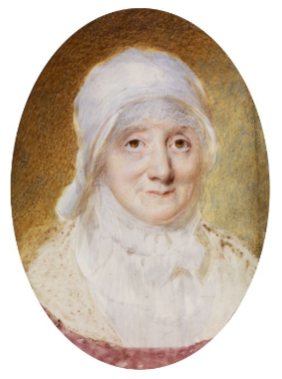
Портрет Ханны Маллет (1830)
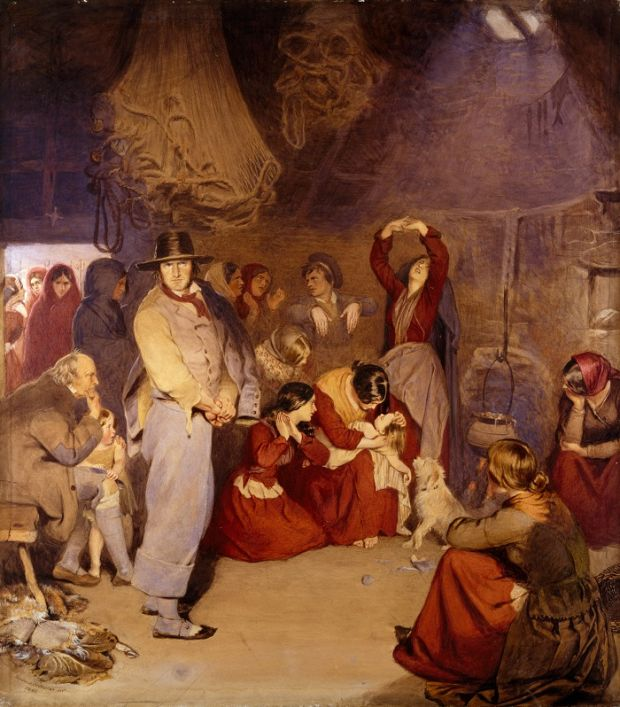
Утонувший ребёнок рыбака Арана (1841)
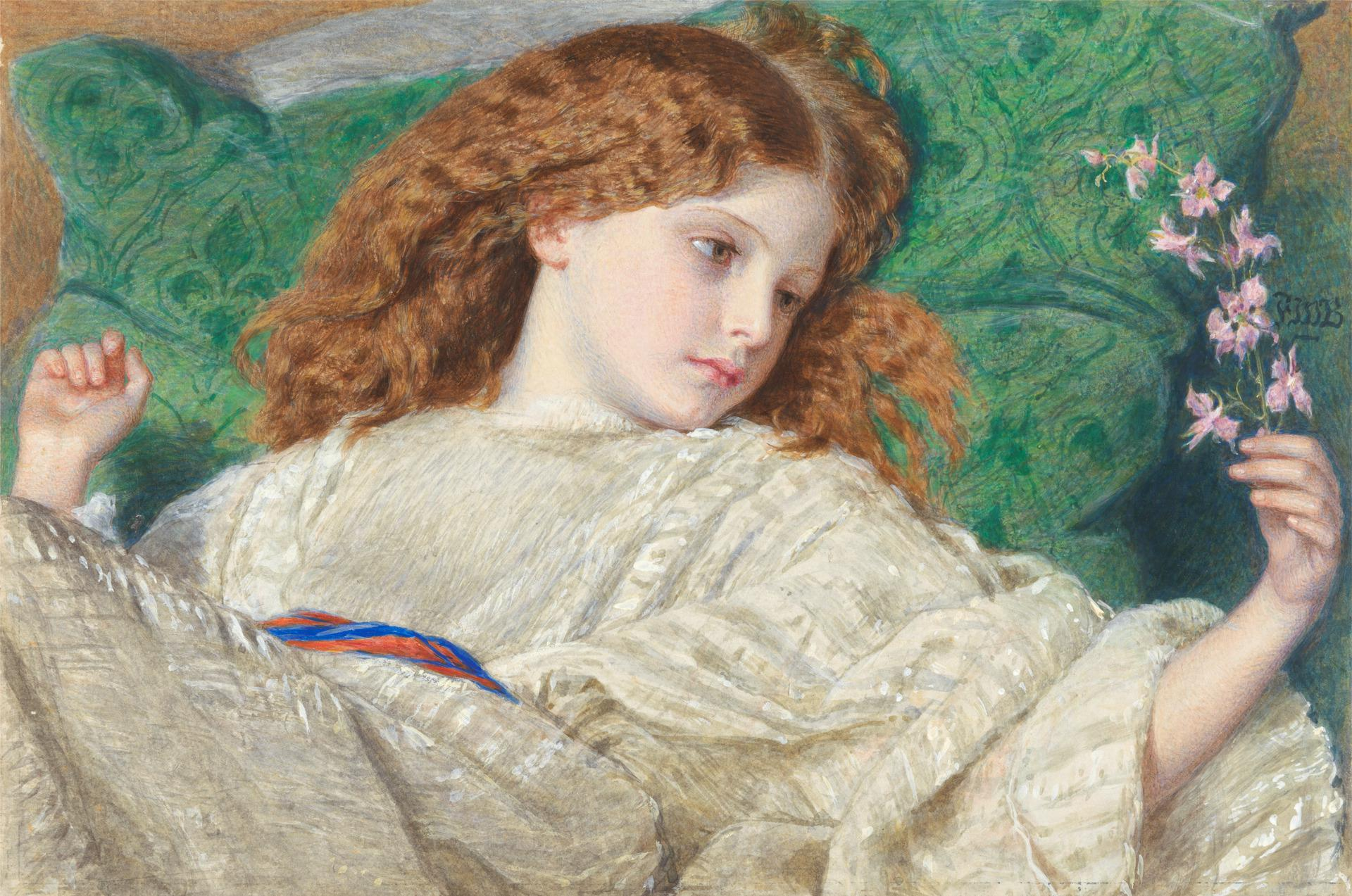
Грёзы (1861)
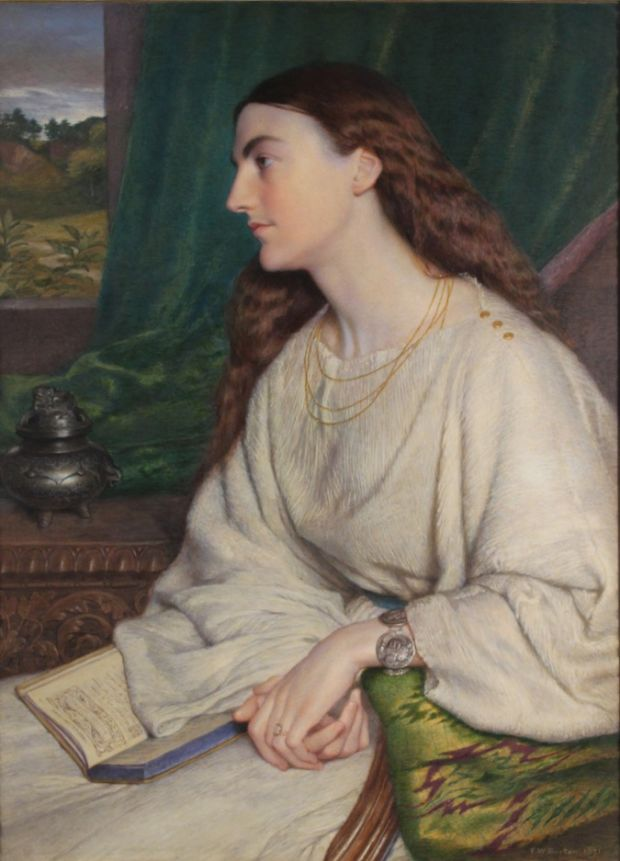
Портрет Мэри Паллисер (1868)
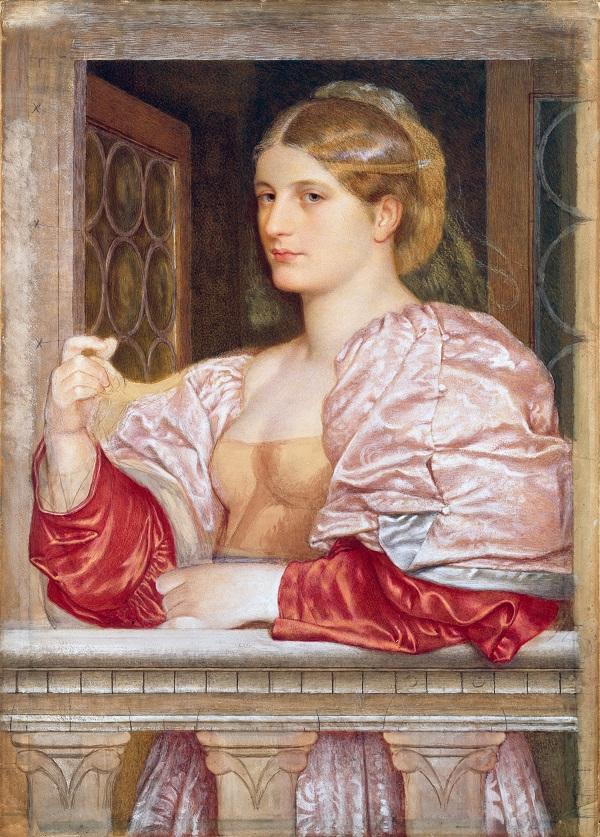
Венецианская куртизанка
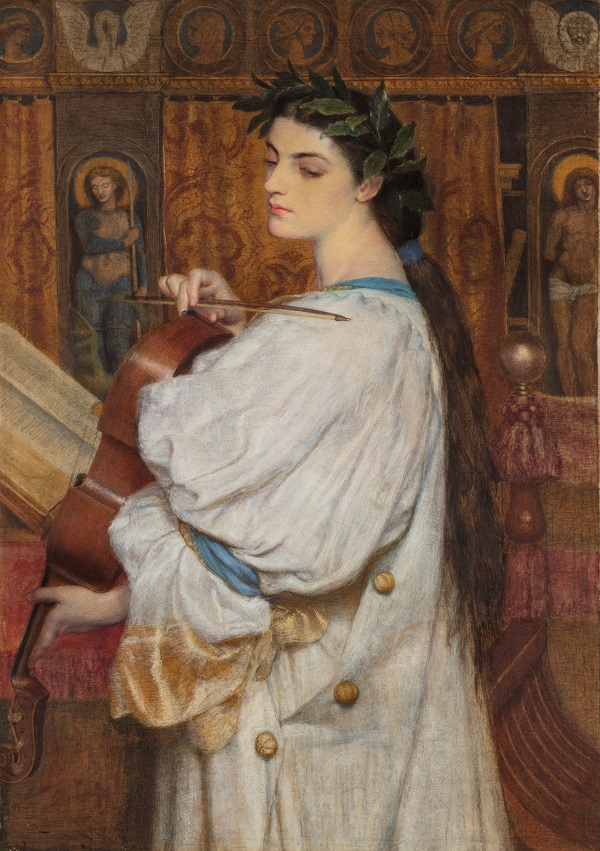
Портрет Кассандры Феделе
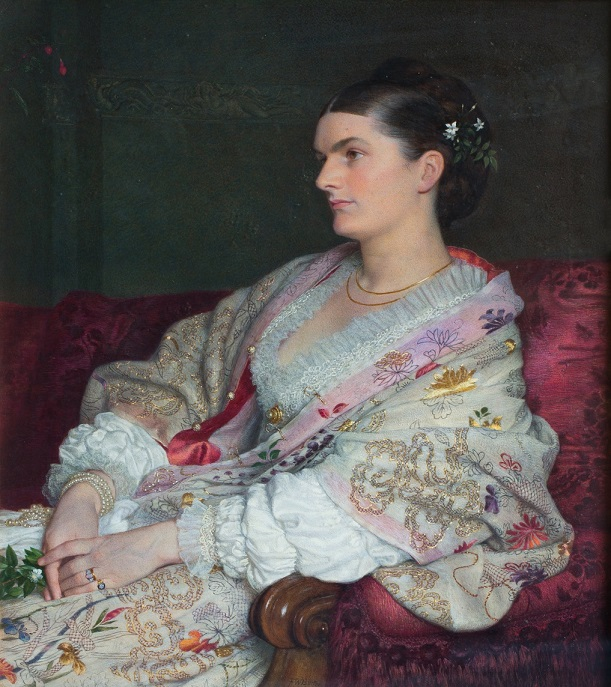
Портрет Элизабет Блейквэй